# Point de repère
Pour les articles homonymes, voir PR.
Un point de repère, dans le domaine de l'exploitation routière, est un point créé par le gestionnaire des réseaux routiers qui est matérialisé physiquement sur le terrain par des marques peintes associées à des bornes ou des plaquettes dites « PR » (selon le dictionnaire des techniques routières françaises du Service d'études sur les transports, les routes et leurs aménagements ou Sétra).

## Usage
Les PR servent ainsi, dans un arrêté de police, à définir précisément la zone d'agglomération sur une route (exemple du PR 4.520 au PR 7.320), les lieux d'implantation précis des panneaux d'agglomération entraînant, entre autres, une vitesse limitée à 50 km/h. Un point défini sous la forme PR 4.520 correspond à un lieu situé 520 mètres après le point kilométrique 4.000.

## Historique
Les PR (points de repère) ont remplacé les PK (points kilométriques) créés dans le même but de gestion du domaine public routier, pour déterminer de façon précise une zone de travaux, d'intervention, etc. La nécessité du remplacement des PK est apparue, notamment, à la suite de la création de nombreuses déviations d'agglomérations, modifiant la référence kilométrique des itinéraires. Bien entendu, les PR ont comme base les distances kilométriques.
Lors de tout incident (panne, accident, incendie ou autres), le numéro du PR deviendra donc un élément essentiel pour les interventions des agents d'entretien du réseau routier mais aussi des autorités (police, gendarmerie, pompiers) et autres services de secours.